# Marco Tecchio
Marco Tecchio (Vicenza, 31 agosto 1994) è un mountain biker e ciclista su strada italiano che corre per il team Trek-Selle San Marco. Ha caratteristiche di passista-scalatore, ed è stato professionista su strada dal 2015 al 2016, anno in cui ha vinto il Giro di Bulgaria valido per il circuito Europe Tour.

## Palmarès
- 2016 (Unieuro-Wilier, due vittorie)

3ª tappa Tour de Bulgarie (Kărdžali > Ivajlovgrad)
Classifica generale Tour de Bulgarie

### Altri successi
- 2016 (Unieuro-Wilier)

Classifica giovani Sibiu Cycling Tour
Classifica giovani Tour de Bulgarie